# Directiva 91/414/CEE
La Directiva 91/414/CEE del 15 de julio de 1991, relativa a la comercialización de productos fitofarmaceúticos es la directiva europea sobre la autorización, comercialización, uso y control en la Unión Europea de los productos fitofarmaceúticos en su forma comercial.
El principal objetivo de esta Directiva es armonizar las diferentes normativas y autorizaciones de productos fitofarmaceúticos en los Estados miembros de la Unión Europea. La decisión final de autorizar la puesta en el mercado de los distintos productos siguen siendo elección de cada país miembro. La Directiva establece una lista (Anexo I) de las sustancias activas que pueden ser incorporadas a los productos fitofarmaceúticos.
Antes de la inscripción, cada sustancia activa, se confía a un Estado miembro que se convierte en un «Miembro de Relator». El miembro Relator es responsable de dirigir y llevar a cabo la revaluación toxicológica y ecotoxicológica de la sustancia activa. Al final del proceso y en vista de los resultados, se decide la inclusión o no, de la sustancia activa en el anexo I de la Directiva.
A raíz de esta decisión a los Estados miembros solo podrán autorizar la comercialización de productos a base de sustancias activas incluidas en el anexo I de la Directiva. Sin embargo, para las sustancias prohibidas, algunos estados tienen, para algunos usos, un período de excepción diferente a la prohibición de la comercialización de los productos fitofarmaceúticos correspondientes. Este tiempo adicional tiene por objeto permitir el desarrollo de una alternativa eficiente para la sustancia en cuestión, en los casos en que su uso no presenta un riesgo inaceptable, y su retirada provocaría un estancamiento técnico que daría lugar a un perjuicio económico.